# Giacomo Aragall
 (décembre 2014).
Giacomo Aragall, né Jaume Aragall le 6 juin 1939 à Barcelone, est un ténor espagnol. Chanteur à la voix claire et rayonnante, doté d'un physique de jeune premier, s'est imposé comme l'un des artistes lyriques marquants de son époque.

## Biographie
Jaume Aragall i Garriga étudie dans sa ville natale avec Francesc Puig. En 1962, il gagne un second prix au concours de chant de Bilbao et une bourse pour poursuivre ses études à Milan avec Vladimiro Badiali. En 1963, il remporte le Concours Verdi à Busseto et est immédiatement invité à La Scala de Milan, où il débute dans L'amico Fritz.
Il s'impose dans le répertoire lyrique italien et français (Lucia di Lammermoor, Rigoletto, La Traviata, La Bohème, Faust, Manon, etc), et remporte un succès tout particulier en 1966, dans le rôle de Roméo dans la version réécrite pour ténor de Claudio Abbado dans I Capuleti ed i Montecchi de Vincenzo Bellini. Il parait sur les grandes scènes italiennes (Venise, Bologne, Turin, Vérone, Rome, Naples, Palerme, etc) et participe à des reprises d'ouvrages oubliés (Lucrezia Borgia, Caterina Cornaro, I Lombardi alla prima crociata, etc).
Sur la scène internationale, il débute au Royal Opera House de Londres en 1966, à l'Opéra de Vienne en 1967, au Metropolitan Opera de New York en 1969, il parait aussi à Berlin, Hambourg, Munich, au Liceu de Barcelone, aux festivals de Wexford et Édimbourg, le Teatro Colon de Buenos Aires, à San Francisco, où il participe à une importante reprise de l'opéra Esclarmonde de Jules Massenet en 1974, aux côtés de Joan Sutherland. Il se produit aussi beaucoup en France (Paris, Nice, Avignon, Marseille, Orange).
Au fil des ans, Aragall aborde des rôles plus dramatiques, notamment dans Un ballo in maschera, Simon Boccanegra, Don Carlo, Tosca. Dans ce dernier opéra, représenté aux Arènes de Vérone en 1984, il a été un Cavaradossi marquant.
En 1984, il reçoit la Creu de Sant Jordi, distinction décernée par la Generalitat de Catalogne, en 1993 la Médaille d'or du mérite des beaux-arts du Ministère de l'Éducation, de la Culture et des Sports espagnol et, en 1997, la Médaille d'or de la Generalitat de Catalogne.

## Discographie sélective
- 1975 - Esclarmonde - Joan Sutherland, Giacomo Aragall, Clifford Grant, Louis Quilico - John Alldis Choir, National Philharmonic Orchestra, Richard Bonynge - (Decca)
- 1977 - Lucrezia Borgia - Joan Sutherland, Giacomo Aragall, Marilyn Horne, Ingvar Wixell - London Opera Chorus, National Philharmonic Orchestra, Richard Bonynge - (Decca)